# Fort Walton Beach
Fort Walton Beach ist eine Stadt im Okaloosa County im US-Bundesstaat Florida.
Das U.S. Census Bureau hat bei der Volkszählung 2020 eine Einwohnerzahl von 20.922 ermittelt.

## Geographie
Fort Walton Beach befindet sich am Übergang des Santa Rosa Sound (einem Teil des Gulf Intracoastal Waterway) zur Choctawhatchee Bay an der Golfküste Floridas und grenzt an die Städte Mary Esther und Cinco Bayou. Die Stadt liegt rund 40 Kilometer südlich von Crestview sowie etwa 60 Kilometer östlich von Pensacola. Sie ist nach Crestview die zweitgrößte Stadt der gleichnamigen Metropolregion Fort Walton Beach.

## Demographische Daten
Laut der Volkszählung 2010 verteilten sich die damaligen 19.507 Einwohner auf 9592 Haushalte. Die Bevölkerungsdichte lag bei 1010,7 Einw./km². 77,7 % der Bevölkerung bezeichneten sich als Weiße, 12,3 % als Afroamerikaner, 0,7 % als Indianer und 3,2 % als Asian Americans. 2,4 % gaben die Angehörigkeit zu einer anderen Ethnie und 3,7 % zu mehreren Ethnien an. 7,9 % der Bevölkerung bestand aus Hispanics oder Latinos.
Im Jahr 2010 lebten in 25,4 % aller Haushalte Kinder unter 18 Jahren sowie 31,7 % aller Haushalte Personen mit mindestens 65 Jahren. 59,6 % der Haushalte waren Familienhaushalte (bestehend aus verheirateten Paaren mit oder ohne Nachkommen bzw. einem Elternteil mit Nachkomme). Die durchschnittliche Größe eines Haushalts lag bei 2,26 Personen und die durchschnittliche Familiengröße bei 2,85 Personen.
21,6 % der Bevölkerung waren jünger als 20 Jahre, 25,2 % waren 20 bis 39 Jahre alt, 28,8 % waren 40 bis 59 Jahre alt und 24,4 % waren mindestens 60 Jahre alt. Das mittlere Alter betrug 43 Jahre. 49,5 % der Bevölkerung waren männlich und 50,5 % weiblich.
Das durchschnittliche Jahreseinkommen lag bei 47.282 $, dabei lebten 11,8 % der Bevölkerung unter der Armutsgrenze.
Im Jahr 2000 war Englisch die Muttersprache von 92,16 % der Bevölkerung, spanisch sprachen 3,54 % und 4,30 % hatten eine andere Muttersprache.

## Sehenswürdigkeiten
Folgende Objekte sind im National Register of Historic Places gelistet:
- Camp Pinchot Historic District
- Eglin Field Historic District
- Fort Walton Mound
- Gulfview Hotel Historic District
- McKinley Climatic Laboratory
- World War II JB-2 Launch Site
- World War II JB-2 Mobile Launch Site

## Wirtschaft
Die Wirtschaft von Fort Walton Beach wird primär durch zwei Faktoren bestimmt: Militär und Tourismus. Die Stadt grenzt an die Luftwaffen-Stützpunkte Hurlburt Field und Eglin Air Force Base und profitiert davon im Dienstleistungsbereich und durch die Ansiedlung von Zulieferfirmen. Der Tourismus beschränkt sich auf den Frühling (Spring Break) und die Hauptsaison im Sommer.
In der Stadt befinden sich mehrere Bibliotheken, sowohl staatliche als auch private.

## Verkehr
Fort Walton Beach wird vom U.S. Highway 98 sowie den Florida State Roads 85, 188, 189 und 393 durchquert. Der Destin–Fort Walton Beach Airport liegt rund 10 km nordöstlich, der Pensacola International Airport rund 70 km westlich der Stadt. Im Westen von Fort Walton Beach liegt der Militärflugplatz Hurlburt Field.

## Kriminalität
Die Kriminalitätsrate lag im Jahr 2010 mit 342 Punkten (US-Durchschnitt: 266 Punkte) im durchschnittlichen Bereich. Es gab einen Mord, elf Vergewaltigungen, 17 Raubüberfälle, 69 Körperverletzungen, 186 Einbrüche, 681 Diebstähle, 62 Autodiebstähle und eine Brandstiftung.

## Söhne und Töchter der Stadt
- Jason Elam (* 1970), American-Football-Spieler